# Arturo Toscanini

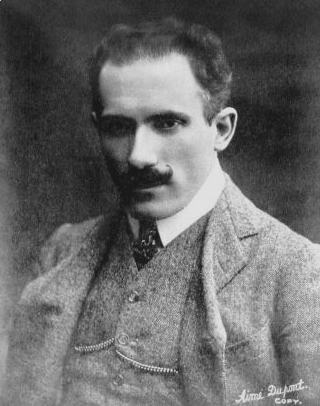
Arturo Toscanini en 1908.

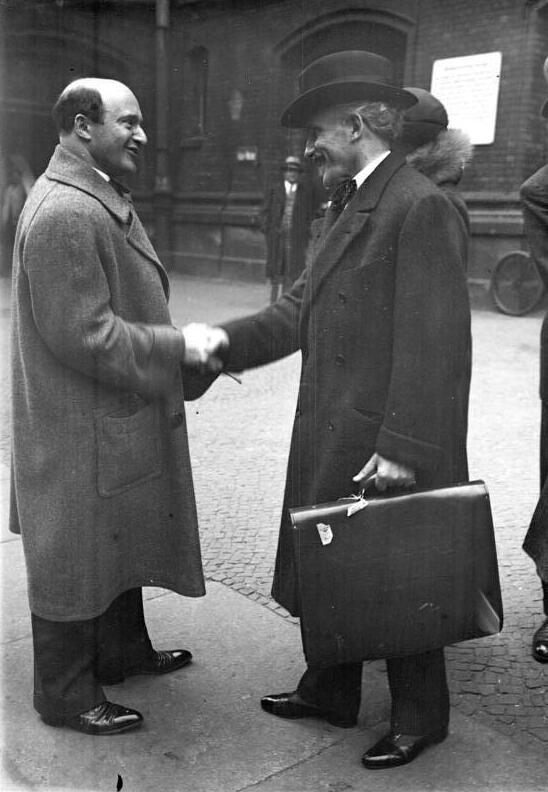
Erich Kleiber y Toscanini en Berlín.

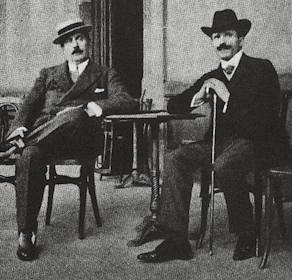
Puccini y Toscanini.

Arturo Toscanini (Parma, Reino de Italia, 25 de marzo de 1867 - Nueva York, Estados Unidos, 16 de enero de 1957) fue un director de orquesta italiano, considerado por muchos de sus contemporáneos (críticos, colegas y público en general) y por muchos críticos de la actualidad como el más grande director de orquesta de su época y del siglo XX. Era célebre por su brillante intensidad, su incansable perfeccionismo, su prodigioso oído y su memoria fotográfica, que le permitía corregir errores de los miembros de la orquesta que habían sido inadvertidos durante décadas por sus colegas.

## Biografía
Toscanini inició su formación musical en Parma al ganar una beca para el conservatorio local, en el que estudió chelo. Tras sus estudios, fue admitido en la orquesta de una compañía de ópera con la que realizó una gira por Sudamérica. Mientras representaban Aida en Río de Janeiro en 1886, el director de la orquesta fue abucheado por el público y obligado a abandonar el escenario. Toscanini, afortunadamente, cogió la batuta animado por el resto de músicos, comenzando así, con 19 años, su carrera como director.
En 1898, fue nombrado director residente de La Scala de Milán, donde permaneció hasta 1908. Durante esa época estrenó obras de autores contemporáneos, entre otras, el oratorio Mosè de Lorenzo Perosi, cuya primera interpretación tuvo lugar en mayo de 1901 en el Salone Perosi de Milán. Tras este primer periodo en La Scala se fue a Estados Unidos para dirigir en el Metropolitan Opera de Nueva York (1908-15). Posteriormente, regresaría a La Scala en los años 1920. Tocó en el Festival de Bayreuth (1930-31) y en el Festival de Salzburgo (1934-37). Entre 1926 y 1936 dirigió la Orquesta Filarmónica de Nueva York.
Radicalmente opuesto a los regímenes fascistas de Alemania e Italia, abandonó Europa para dirigirse a los Estados Unidos. Allí se fundó en 1937 la Orquesta Sinfónica de la NBC para él, y con ella actuó con regularidad hasta 1954 en la Radio Nacional. Sus actuaciones lo convirtieron en el primer director de orquesta estrella de los modernos medios de comunicación masivos. Su actividad como director de actuaciones en directo para la radio continuó hasta su retiro.
Toscanini era famoso por sus interpretaciones de Beethoven y Verdi. Realizó numerosas grabaciones, especialmente hacia el final de su carrera, la mayoría de ellas publicadas, amén de las numerosas grabaciones disponibles de sus interpretaciones para la radio.

### Toscanini en Argentina
A principios del siglo XX Toscanini ya dirigía óperas en Buenos Aires. En 1912 tuvo a su cargo la dirección de toda la temporada lírica del Teatro Colón. Regresó en 1940 con la orquesta NBC y en 1941 para dirigir una serie de conciertos con la Orquesta Estable del Teatro Colón.
En Argentina, el culto por Arturo Toscanini existe desde principios del siglo XX. Por primera vez en el mundo, por Radio Nacional FM, se emitieron más de 300 programas de una hora cada uno, con todo el legado comercial del Maestro, conteniendo aproximadamente el 90 por ciento de los registros no oficiales en vivo, salvo dos o tres que ha sido casi imposible reconstruir, y decenas de horas de ensayos.
El musicólogo Claudio von Foerster (quien estuvo relacionado con Walter Toscanini y con Wanda Horowitz) estudió y difundió la figura de Toscanini.

## Discografía
Para la mayoría de las recopilaciones de su obra, sus mejores grabaciones son las siguientes:
- Beethoven, Sinfonía n.º 3 (1953, NBC Symphony; algunos prefieren la grabación de 1939)
- Beethoven, Sinfonía n.º 7 (1936, Philharmonic-Symphony of New York)
- Beethoven, Sinfonía n.º 9 (1952, NBC Symphony)
- Berlioz, Romeo y Julieta (1947, NBC Symphony)
- Brahms, Sinfonía n.º 1 (1951, NBC Symphony)
- Brahms, Sinfonía n.º 2 (1952, NBC Symphony)
- Brahms, Sinfonía n.º 4 (1951, NBC Symphony)
- Debussy, La Mer (1950, NBC Symphony)
- Dvořák, Sinfonía n.º 9 (1953, NBC Symphony)
- Haydn, Las estaciones (Die Jahreszeiten) (1951, NBC Symphony)
- Mozart, La flauta mágica (1937, Festival de Salzburgo; pobre calidad sonora)
- Mozart, Réquiem en re menor, K. 626 (1950, NBC Symphony)
- Puccini, La bohème (1946, NBC Symphony)
- Schubert, Sinfonía n.º 9 (1953, NBC Symphony; algunos prefieren la grabación de 1941, Philadelphia Orchestra)
- Verdi, Requiem (1940, NBC Symphony; mejor sonido en la grabación de 1951, NBC)
- Verdi, Falstaff'' (1937, Festival de Salzburgo; mejor sonido en la grabación de 1950, NBC)
- Verdi, Otelo (1947, NBC Symphony; considerada por muchos como la más perfecta grabación de una ópera jamás realizada)
- Wagner, Los maestros cantores de Núremberg (1937, Festival de Salzburgo; pobre calidad sonora)